# 白背樓梯草
白背樓梯草（学名：Elatostema hypoglaucum）为蕁麻科樓梯草屬下的一个种。

## 扩展阅读
- 維基物種上的相關：白背樓梯草